# Sinsheim
Sinsheim je velké okresní město v německé spolkové zemi Bádensko-Württembersko v zemském okrese Rýn-Neckar. Leží 22 km jihovýchodně od Heidelbergu a 28 km severozápadně od Heilbronnu na řece Elsenz. V roce 2015 zde žilo přes 35 000 obyvatel.